# Anna Maria Jopková
Anna Maria Jopková (polsky Anna Maria Jopek; * 14. prosince 1970 Varšava) je polská popová a jazzová zpěvačka. Je držitelkou 15 zlatých a platinových desek. Je absolventkou klavírní třídy Akademie hudby ve Varšavě, studovala také na Fakultě jazzu v Manhattan School of Music v New Yorku. V roce 1997 s písní „Ale jestem“ reprezentovala Polsko na Eurovision Song Contest v Dublinu. Je manželkou známého polského novináře Martina Kydryńského. V roce 2002 natočila se světově známým americkým kytaristou Patem Methenym album Upojenie.

## Diskografie

### Alba
- Ale jestem (1997)
- Szeptem (1998)
- Jasnosłyszenie (1999)
- Dzisiaj z Betleyem (1999)
- Bosa (2000)
- Barefoot (2002)
- Nienasycenie (2002)
- Upojenie (feat. Pat Metheny) (2002)
- Farat (live) (2003)
- Secret (2005)
- Niebo (2005)
- ID (2007)
- BMW Jazz Club Volume 1: Jo & Co (live) (2008)
- Haiku (2011)
- Sobremesa (2011)
- Polanna (2011)
- Minione (2017)
- Czas kobiety (2017)
- Ulotne (2018)

### Singly
- Chwilozofia 32-bitowa (1996)
- Ale jestem (1997)
- Joszko Broda (1997)
- Nie przychodzisz mi do głowy (1997)
- Cud niepamięci (1998)
- Przed rozstaniem (1998)
- Ja wysiadam (1999)
- Księżyc jest niemym posłańcem (1999)
- Na całej połaci śnieg (+ Jeremi Przybora, 1999)
- Nadzieja nam się stanie (1999)
- Smutny bóg (2000)
- Ślady po Tobie (2000)
- Szepty i łzy (2000)
- Jeżeli chcesz (2000)
- Henry Lee / Tam, gdzie rosną dzikie róże (+ Maciej Maleńczuk, 2001)
- Upojenie (2001)
- Na dłoni (2002)
- O co tyle milczenia (2002)
- I pozostanie tajemnicą (2002)
- Małe dzieci po to są (2003)
- Tam, gdzie nie sięga wzrok (2003)
- Mania Mienia (2003)
- Możliwe (2004)
- Gdy mówią mi (2005)
- Niebo (2006)
- A gdybyśmy nigdy się nie spotkali (2006)
- Teraz i tu (2007)
- Zrób, co możesz (2007)
- Skłamałabym (2007)
- Cisza na skronie, na powieki słońce (2008)
- Możliwe (2009)